# Jacob Radcliff
Jacob Radcliff (20 avril 1764 à Rhinebeck, New York – 20 mai 1842 à Troy, New York) fut le 43e maire de New York de 1810 à 1811 puis de 1815 à 1818.